# Євроамериканський суперкубок
Євроамериканський суперкубок  — футбольний турнір, що проходить в Америці, в якому бере участь переможець Південноамериканського кубка і Ліги Європи УЄФА.

## Формат
Матч триває 90 хвилин. У разі нічиєї після 90 хвилин, призначається два 15-хвилинних овертайми, і якщо після них рахунок рівний, чемпіон буде визначений в серії пенальті.

## Переможці
| Рік  | Переможець  | Результат | Учасник  |
| ---- | ----------- | --------- | -------- |
| 2015 | Рівер Плейт | 1-0       | Севілья  |
| 2016 | Севілья     | 2-1       | Санта-Фе |